# The Concert (álbum de Barbra Streisand)
The Concert é um álbum ao vivo da cantora estadunidense Barbra Streisand, lançado em setembro de 1994 pela Columbia Records. Trata-se de um registro de uma das performances feitas no Madison Square Garden, em Nova York, durante a turnê Barbra Streisand in Concert, que entre 1993 e 1994 percorreu Estados Unidos (com 22 shows) e Europa (com quatro shows) em um total de 26 apresentações.
O anúncio para os concertos ocorreu em novembro de 1993, após meses de especulações da mídia, exceto por shows beneficentes como o "Commitment to Life", de 1992, para angariar fundos para pesquisas sobre a AIDS, e na inauguração do presidente Bill Clinton, Streisand não fazia shows desde 1969, quando fazia uma temporada no International Hotel. Um êxito comercialmente, mesmo com ingressos ao valos de 350 dólares, conseguiu arrecadar entre 65 e 70 milhões de dólares.
Além do CD, foram feitos registros em vídeo do shows que foram lançados nos anos subsequentes. A HBO transmitiu a performance no Honda Center, em Anaheim, na Califórnia, em 21 de agosto de 1994, tornando-se a maior audiência da história do canal, o especial ganhou dois Emmy Awards, em 1995, nas categorias "Variedades, Especial de Música ou Comédia" e Individual performance, variety or music show: Barbra Streisand. Posteriormente, foi lançado em VHS e Laserdisc, no mesmo ano e em um box que incluíam 3 DVDs, em 2009. Por fim, a Sony BMG lançou, em 2004, o concerto realizado na véspera do ano novo de 1993, ocorrido em Las Vegas, sob o título de The Concert: Live at the MGM Grand.
Para a promoção, a Columbia lançou a faixa "Ordinary Miracles" em um CD single que incluia além da versão ao vivo, uma versão em estúdio e as canções "As If We Never Said Goodbye" (do álbum Back to Broadway) e "Evergreen" (do álbum One Voice). A música foi indicada ao Grammy Awards de 1995, na categoria Melhor performance feminina pop.
As resenhas da crítica especializada foram positivas. William Ruhlmann, do site estadunidense AllMusic, avaliou com quatro estrelas e meia de cinco e escreveu que não há duvidas quanto ao talento de Streisand como cantora e que "apoiada por uma grande orquestra e cantando as canções que a mantiveram na vanguarda da música popular por 30 anos" só comprovou o que sempre se soube, que ela "era uma performer impressionante". Ele finalizou dizendo que para os fãs, o lançamento era um "culminar de décadas de desejos".
Comercialmente, estreou na 10ª posição na Billboard 200, dos Estados Unidos, permanecendo por 22 semanas na tabela. Segundo a Nielsen Soundscan, as vendas atingiram mais de 1,1 milhão de cópias no país. Uma versão com apenas um disco, e sem as falas durante as canções intitulada The Concerts: Highlights foi lançada em 1995, atingindo a posição de número 81 e passando sete semanas na tabela. Na Europa, apareceu nas paradas de sucesso da Alemanha (#92), Países Baixos (#25), Reino Unido (#63) e Espanha (#12), recebendo um disco de ouro nesse último país. A Recording Industry Association of America (RIAA), o certificou como disco de platina triplo (1,5 milhões vendidas, por se tratar de um álbum duplo), ao passo que a versão condensada (Highlights) recebeu um disco de ouro por vendas de mais de 500 mil cópias nos Estados Unidos.

## Lista de faixas
Créditos adaptados dos encartes dos CDs de The Concert (1994) e The Concert: Highlights (1995).
| Disc 1 / Act I |                                                                   |                                                                |         |  |
| N.º            | Título                                                            | Compositor(es)                                                 | Duração |  |
| 1.             | "Overture"                                                        |                                                                | 5:47    |  |
| 2.             | "As If We Never Said Goodbye"                                     | Andrew Lloyd Webber, Don Black, Christopher Hampton, A. Powers | 4:20    |  |
| 3.             | "Opening Remarks"                                                 |                                                                | 1:13    |  |
| 4.             | "I'm Still Here / Everybody Says Don't / Don't Rain on My Parade" | Stephen Sondheim                                               | 4:25    |  |
| 5.             | "Can't Help Lovin' That Man"                                      | Jerome Kern, Oscar Hammerstein II                              | 4:29    |  |
| 6.             | "I'll Know" (com Marlon Brando)                                   | Frank Loesser                                                  | 2:48    |  |
| 7.             | "People"                                                          | Jule Styne, Bob Merrill                                        | 4:18    |  |
| 8.             | "Lover Man"                                                       | Jimmy Davis, Roger J. Ramirez, Jimmy Sherman                   | 1:17    |  |
| 9.             | "Therapist Dialogue #1"                                           |                                                                | 1:24    |  |
| 10.            | "Will He Like Me?"                                                | Sheldon Harnick, Jerry Bock                                    | 1:59    |  |
| 11.            | "Therapist Dialogue #2"                                           |                                                                | 1:00    |  |
| 12.            | "He Touched Me"                                                   | Milton Schafer, Ira Levin                                      | 2:51    |  |
| 13.            | "Evergreen"                                                       | Barbra Streisand, Paul Williams                                | 3:17    |  |
| 14.            | "Therapist Dialogue #3"                                           |                                                                | 1:54    |  |
| 15.            | "The Man That Got Away"                                           | Harold Arlen, Ira Gershwin                                     | 4:05    |  |
| 16.            | "On a Clear Day (You Can See Forever)"                            | Burton Lane, Alan Jay Lerner                                   | 3:29    |  |

| Disc 2 / Act II | |                                                                    |         |  |
| N.º             | Título | Compositor(es)                                                     | Duração |  |
| 1.              | "Entr'acte" |                                                                    | 3:02    |  |
| 2.              | "The Way We Were" | Marvin Hamlisch, Alan Bergman, Marilyn Bergman                     | 3:15    |  |
| 3.              | "You Don't Bring Me Flowers"                                                                                            | Neil Diamond, Alan Bergman, Marilyn Bergman                        | 4:44    |  |
| 4.              | "Lazy Afternoon" | John LaTouche, Jerome Moross                                       | 4:30    |  |
| 5.              | "Disney Medley" (Once Upon a Dream / When You Wish Upon a Star / Someday My Prince Will Come)                           | Vários                                                             | 5:07    |  |
| 6.              | "Not While I'm Around"                                                                                                  | Sondheim                                                           | 3:03    |  |
| 7.              | "Ordinary Miracles" | Marvin Hamlisch, Alan Bergman, Marilyn Bergman                     | 4:35    |  |
| 8.              | "Yentl Medley:" (Where Is It Written / Papa, Can You Hear Me? / Will Someone Ever Look at Me That Way / A Piece of Sky) | Michel Legrand, Alan Bergman, Marilyn Bergman                      | 9:18    |  |
| 9.              | "Happy Days Are Here Again"                                                                                             | Milton Ager, Jack Yellen                                           | 3:40    |  |
| 10.             | "My Man" | Maurice Yvain, Channing Pollock, Albert Willemetz, Jacques Charles | 3:18    |  |
| 11.             | "For All We Know" | John Frederick Coots, Sam M. Lewis                                 | 5:04    |  |
| 12.             | "Somewhere" | Leonard Bernstein, Sondheim                                        | 5:15    |  |

| The Concert: Highlights | |                                                                    |         |  |
| N.º                     | Título | Compositor(es)                                                     | Duração |  |
| 1.                      | "Overture" |                                                                    | 5:22    |  |
| 2.                      | "As If We Never Said Goodbye"                                                                                           | Andrew Lloyd Webber, Don Black, Christopher Hampton, A. Powers     | 4:15    |  |
| 3.                      | "Opening Remarks" |                                                                    | 0:26    |  |
| 4.                      | "I'm Still Here / Everybody Says Don't / Don't Rain on My Parade"                                                       | Stephen Sondheim                                                   | 4:12    |  |
| 5.                      | "Can't Help Lovin' That Man"                                                                                            | Jerome Kern, Oscar Hammerstein II                                  | 4:25    |  |
| 6.                      | "I'll Know" (com Marlon Brando)                                                                                         | Frank Loesser                                                      | 2:48    |  |
| 7.                      | "People" | Jule Styne, Bob Merrill                                            | 4:06    |  |
| 8.                      | "Will He Like Me?" | Sheldon Harnick, Jerry Bock                                        | 1:57    |  |
| 9.                      | "He Touched Me" | Milton Schafer, Ira Levin                                          | 2:43    |  |
| 10.                     | "Evergreen" | Barbra Streisand, Paul Williams                                    | 3:07    |  |
| 11.                     | "The Man That Got Away"                                                                                                 | Harold Arlen, Ira Gershwin                                         | 3:40    |  |
| 12.                     | "The Way We Were" | Marvin Hamlisch, Alan Bergman, Marilyn Bergman                     | 3:10    |  |
| 13.                     | "You Don't Bring Me Flowers"                                                                                            | Neil Diamond, Alan Bergman, Marilyn Bergman                        | 4:39    |  |
| 14.                     | "Lazy Afternoon" | John LaTouche, Jerome Moross                                       | 3:16    |  |
| 15.                     | "Not While I'm Around"                                                                                                  | Sondheim                                                           | 3:01    |  |
| 16.                     | "Ordinary Miracles" | Marvin Hamlisch, Alan Bergman, Marilyn Bergman                     | 4:27    |  |
| 17.                     | "Yentl Medley:" (Where Is It Written / Papa, Can You Hear Me? / Will Someone Ever Look at Me That Way / A Piece of Sky) | Michel Legrand, Alan Bergman, Marilyn Bergman                      | 9:00    |  |
| 18.                     | "Happy Days Are Here Again"                                                                                             | Milton Ager, Jack Yellen                                           | 3:40    |  |
| 19.                     | "My Man" | Maurice Yvain, Channing Pollock, Albert Willemetz, Jacques Charles | 4:16    |  |
| 20.                     | "Somewhere" | Leonard Bernstein, Sondheim                                        | 5:07    |  |

## Tabelas

### Tabelas semanais
| Tabela musical (1994)                 | Melhor posição |
| ------------------------------------- | -------------- |
| Austrália (ARIA)                      | 20             |
| Países Baixos (Dutch Charts)          | 25             |
| Alemanha (Offizielle Deutsche Charts) | 92             |
| Spain Albums (Promusicae)             | 12             |
| Reino Unido (UK Albums Chart)         | 63             |
| Estados Unidos (Billboard 200)        | 10             |

## Certificações e vendas
| País                                                         | Certificação | Vendas    |
| ------------------------------------------------------------ | ------------ | --------- |
| Austrália (ARIA)                                             | Ouro         | 70,000    |
| Canadá (Music Canada)                                        | 3× Platina   | 300,000   |
| Espanha (Promusicae)                                         | Ouro         | 50,000    |
| Estados Unidos (RIAA)                                        | 3× Platina   | 1,100,000 |
| Estados Unidos (RIAA) Versão The Concert: Highlights         | Ouro         | 500,000   |
| Estados Unidos (RIAA) DVD The Concert: Live at the MGM Grand | Platina      | 100,000   |